# Écu

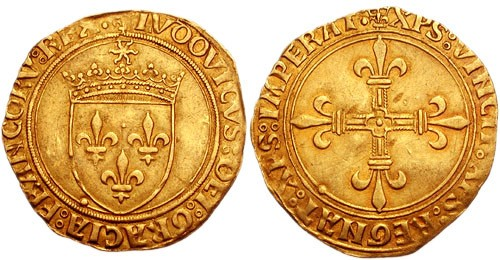
Goldener Écu von 1498

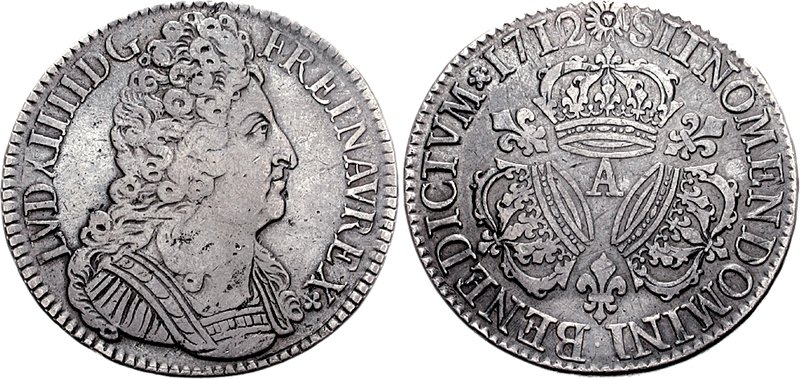
Silberner Écu von 1712 mit dem Bildnis Ludwigs XIV.

Als Écu [e.ky] wurden französische Gold- und Silbermünzen vom Mittelalter bis zum 18. Jahrhundert bezeichnet. Der Name leitet sich vom auf der Münze abgebildeten Wappenschild ab (lat. scutum „Schild“; frz. écu „Schild“, „Wappenschild“). Unter König Heinrich III. wurde 1577 der goldene Écu (= 3 Livres = 60 Sous) kurzzeitig als Rechnungsmünze bei gleichzeitiger physischer Ausmünzung festgelegt. Jedoch ließ sich die gesetzliche Parität zur silbernen Livre (Münzgewicht) nicht lange halten, so dass sehr bald 1 Écu in Gold mehr als 70 Livres (in Sou und Denier) in verschlechtertem Silbermünzfuß galten, da der gesetzliche Scheidemünzenbegriff  damals noch nicht gebräuchlich war. Die silbernen Deniers und Sous unterlagen nun ab 1589 einer fortwährenden Abwertung, die sich bis zur Einführung des Franc hinzog.
Goldmünzen – auch „Écu d’or“ (die Königsbüste zeigend: „Louis d’or“), im Deutschen in Anspielung auf die ab 1703 auf den Münzen abgebildete Sonne als Symbol des Sonnenkönigs „Sonnen-Pistole“ genannt – wurden zu schwankenden Umrechnungskursen in die Silbereinheit Livre geprägt – die Schwankungen zwischen den Metallwerten erlaubten keine statische Fixierung von Goldmünzen im allgemeinen silberfixierten Münzfuß.
Der Écu blanc (auch „Écu d’argent“ oder „Louis blanc“ genannt) wurde zum Wert von 60 Sols respektive 3 Livres von 1641 bis 1794 geprägt. Der Wert entsprach damit gleichzeitig der internationalen Rechnungseinheit Reichstaler wie dem Patagon, der etwas leichteren De-facto-Reichstalermünze der Niederlande und Brabants.
Der portugiesische Escudo, der in Portugal bis zur Einführung des Euro 2001 im Umlauf war, leitet seinen Namen ebenfalls von lateinischen scutum  ab.
Eine Anspielung auf den Écu ist ECU, die Abkürzung für European Currency Unit, die  Rechnungswährung des Europäischen Währungssystems und Vorläufer des Euro.